# PEDOT
Poli(3,4-etyleno-1,4-dioksytiofen), PEDOT – polimer przewodzący prąd elektryczny.
PEDOT jest jednym z najtrwalszych polimerów przewodzących. Należy do grupy polimerów elektrochromatycznych, czyli zmieniających swą barwę w wyniku przepływu prądu elektrycznego. Przewodzi elektryczność przy niskim napięciu, lecz przy wysokim traci przewodność i zachowuje się jak półprzewodnik o wąskim paśmie wzbronionym. PEDOT rozpuszcza się w rozpuszczalnikach organicznych.
Jako materiał polimerowy jest stosowany w odwracalnych ogniwach galwanicznych (akumulatory litowo-polimerowe) oraz kolorowych wyświetlaczach OLED (stosowanych w telefonach komórkowych i odtwarzaczach multimedialnych). Trwają prace nad wykorzystaniem go jako nośnika danych w urządzeniach, które będą działać na podobnej zasadzie jak pamięć flash.
Naukowcy opracowali sztuczne nerwy, które będą w stanie odczuwać nie tylko dotyk, ale także ciepło i zimno. Technika polega na użyciu cienkich polimerowych wypełnień z PEDOT. Będzie on przytwierdzany do prawdziwych zakończeń nerwowych pacjenta i sztucznej kończyny.
PEDOT jest chroniony w Stanach Zjednoczonych patentami nr 5035926 i 5391472.